# Ganganala, Tumkur
Ganganala là một làng thuộc tehsil Tumkur, huyện Tumkur, bang Karnataka, Ấn Độ.